# Роса Елена Сімеон Негрін

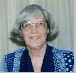
Rosa Elena Simeon Negrin

Роса Елена Сімеон Негрін (Rosa Elena Simeón Negrín) — міністерка науки, технологій і довкілля на Кубі. Її роль в уряді включає підвищення обізнаності кубинців про екологічні проблеми.

## Кар'єра
Сімеон обійняла посаду міністерки навколишнього середовища в 1986 році в той час, коли це питання почало займати важливе місце в політичному порядку денному урядів і міжнародних організацій. У 1989 році вона вперше взяла участь у Форумі міністрів навколишнього середовища Латинської Америки та Карибського басейну, шоста зустріч якого відбулася в Бразилії того року. Відтоді вона відігравала помітну роль на наступних регіональних форумах, і її присутність отримала широке визнання. Сімеон відповідала за керівництво підготовкою Куби до Саміту в Ріо. У 1994 році вона брала участь у розробці саміту Альянсу малих острівних держав (AOSIS).
Дев'ята зустріч Форуму міністрів навколишнього середовища Латинської Америки та Карибського басейну відбулася на Кубі в 1995 році. Під головуванням Сімеон ця подія ознаменувала значні зміни в цих форумах, зокрема змінила підхід ЮНЕП (Програми ООН з навколишнього середовища) до розв'язання екологічних проблем у регіоні. Сімеон відвідала Кіотський саміт у 1997 році, щоб взяти участь в обговоренні Протоколу, який носить назву цього міста, розробленого з метою імплементації Рамкової конвенції ООН про зміну клімату.
Вона була обрана членом Бюро Ради керуючих ЮНЕП у 2000 році, беручи участь у Всесвітньому саміті зі сталого розвитку в Південній Африці у 2002 році. У 2003 році, після її ролі в переговорах щодо її штаб-квартири, вона головувала на шостому засіданні Конференції сторін Конвенції ООН про боротьбу з опустелюванням, яке відбулося в Гавані.

## Нагороди та відзнаки
Чемпіони Землі ООН 2006